# ۶۷۹ (میلادی)
۶۷۹ (میلادی) ششصد و هفتاد و نهمین سال تقویم میلادی است.

## درگذشتگان
- ۲۳ دسامبر - داگوبرت دوم، پادشاه اوسترازیا

‎